# ليزلي هال
ليزلي هال (بالإنجليزية: Leslie Hall)‏ هي رابر أمريكية، ولدت في 15 نوفمبر 1981 في أيمز في الولايات المتحدة.

## وصلات خارجية
- الموقع الرسمي
- ليزلي هال على موقع IMDb (الإنجليزية)
- ليزلي هال على موقع أول ميوزيك (الإنجليزية)
- ليزلي هال على موقع ديسكوغز (الإنجليزية)